# 大柴胡汤
大柴胡汤出自《伤寒论》

## 组成
柴胡半斤　黄芩三两　半夏半升　芍药三两　枳实四枚，炙　大黄二两　生姜五两，切　大枣十二枚，擘

## 用法
上八味，以水一斗二升，煮取六升，去滓再煎，温服一升，日三服。

## 主治
少阳阳明合病。往来寒热，胸胁苦满，呕不止，郁郁微烦，心下痞硬，或心下满痛，大便不解或协热下利，舌苔黄，脉弦数有力者。 目前常用本方加减治疗胆囊炎、胰腺炎等。

## 外部連結
- 大柴胡湯 中藥方劑圖像數據庫 (香港浸會大學中醫藥學院) （中文）（英文）